# 千田務
千田務（ちだ つとむ、1950年10月4日 - ）は、東京都出身の武道家、武術家。養神館合気道八段。植芝盛平の直弟子であり「不世出の達人」と評された塩田剛三の高弟。2008年4月、合気道養神館より独立し、合気道錬身会を創立した。

## 略歴
- 1969年（昭和44年）6月 合気道養神館に入門。
- 1971年（昭和46年） 養神館本部内弟子。
- 1987年（昭和62年）9月 養神館本部師範に就任。
- 1988年（昭和63年） 警視庁教養科嘱託師範に就任。
- 1993年（平成5年）3月 塩田剛三より八段位の允可を受ける。
- 1994年（平成6年）8月 養神館本部主席師範に就任。
- 2002年（平成14年）6月 養神館本部道場長に就任。
- 2007年12月（平成19年） 養神館本部道場を退職。
- 2008年4月（平成20年） 合気道養神館より独立し、合気道錬身会を創立。

## エピソード
- 浪人生時代に道場の前を偶然通りかかった縁で入門することになった。 当初、武道の知識が全く無かったため看板を合気道ではなく「気合道」と読んだ。
- どうしてもできない技があり悩んでいたところ、夢の中に師である塩田剛三が出てきて教えてくれたことがある。

## 出演

### テレビドラマ
- TOKYO VICE 第1話（2022年4月、HBO Max・WOWOW） - 合気道の先生 役

## 著作等
- 合気道達人列伝 千田務(DVD・VHS)

## リンク
- 合気道錬身会　公式ホームページ